# Apanteles expulsus
Apanteles expulsus är en stekelart som beskrevs av Turner 1919. Apanteles expulsus ingår i släktet Apanteles och familjen bracksteklar. Inga underarter finns listade i Catalogue of Life.